# Le Sablier (Dunkerque)
 (février 2018).
Si vous disposez d'ouvrages ou d'articles de référence ou si vous connaissez des sites web de qualité traitant du thème abordé ici, merci de compléter l'article en donnant les références utiles à sa vérifiabilité et en les liant à la section « Notes et références ».
Pour les articles homonymes, voir Le Sablier et Sablier (homonymie).
Le Sablier est un monument situé en France à Dunkerque, à l'extrémité nord-ouest du site du Grand large LAAC. Conçu par l'artiste plasticienne Séverine Hubard le monument a été érigé en 2017 à la suite d'un concours destiné à commémorer l'opération dynamo autre appellation de la bataille de Dunkerque survenue au début du second conflit mondial. Cette réalisation intervient au moment de la sortie du film Dunkerque qui retrace cet épisode.

## Description
Dans l'intention de l'artiste, ce monument cherche à être un point de repère  empruntant l'usage du béton à la technique des blockhaus qui jalonnent le littoral atlantique français tout en étant un lieu habitable ou l'on se retrouve pour s'asseoir et s'abriter. Le monument est également équipé d'un point d'accès au wifi et d'un toit végétalisé.

## Galerie

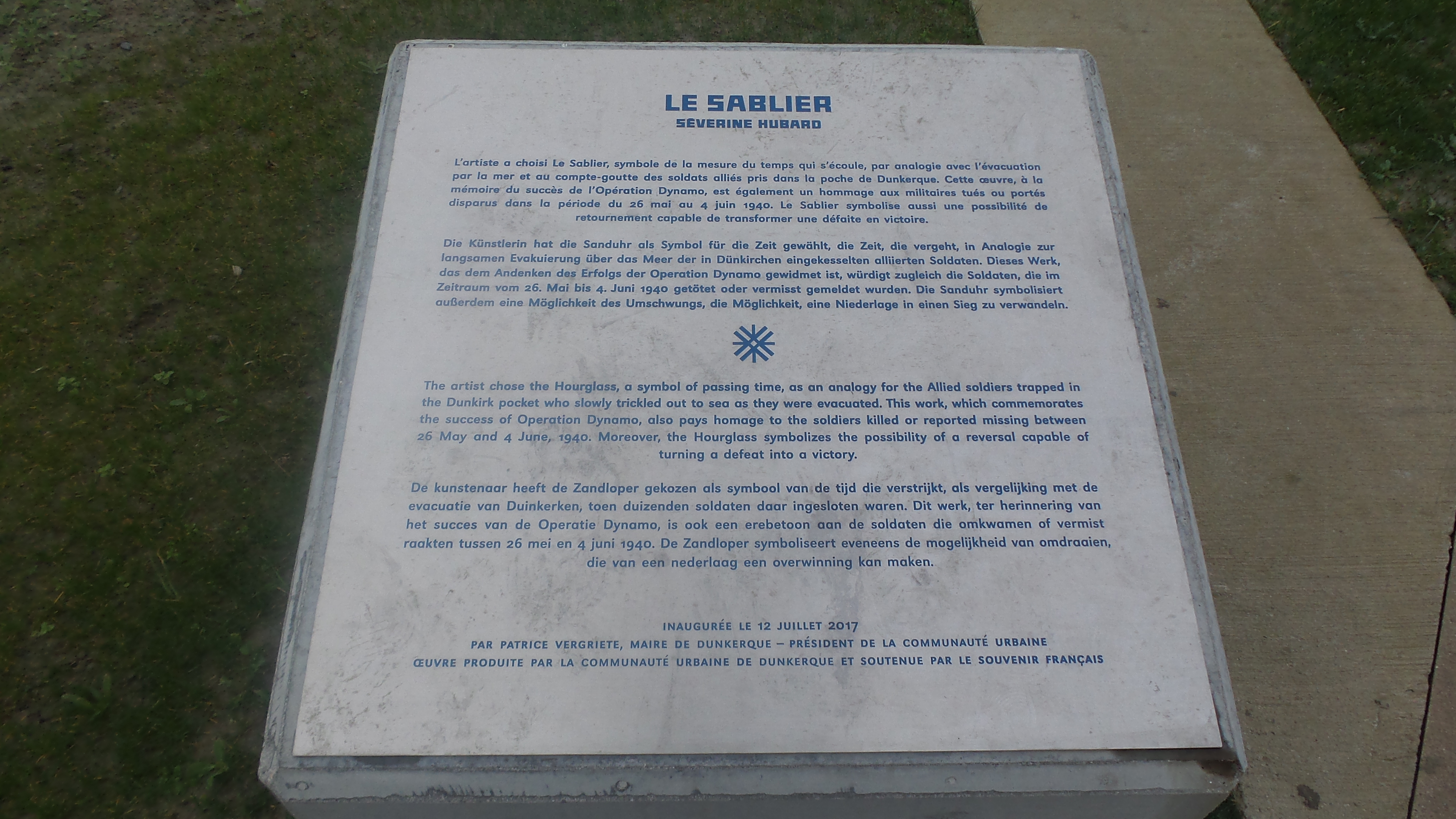
Plaque d'inauguration du Sablier